# بيسكاين بارك
بيسكاين بارك (بالإنجليزية: Biscayne Park)‏ هي مدينة أمريكية تقع في ولاية فلوريدا. تبلغ مساحة هذه المدينة 1.7 (كم²)،ويبلغ عدد سكانها 3128 نسمة حسب إحصاء سنة 2010 م 3128.تشير إحصاءات سنة 2000م بأن الكثافة السكانية في هذه المدينة تقدر بـ(1972.1) نسمة/كم2 